# Eksploziv
Eksploziv (lat. explodere - raspasti se), kemijski spoj ili smjesa spojeva u kojima se djelovanjem vanjskog impulsa u obliku topline, udara, trenja i sl. može izazvati ekstremno brza kemijska reakcija (eksplozija), praćena oslobađanjem velike količine topline i nastajanjem zagrijanih plinovitih produkata pod tlakom mnogo većim od tlaka okoline. Zbog te razlike u tlaku plinovi se brzo šire, pri čemu se dio energije pretvara u rad, što rezultira rušenjem i razaranjem. Učinci mogu biti golemi zbog trenutačnosti reakcije. Kod gotovo svih eksploziva, eksplozija je zapravo vrlo brza ili trenutačna oksidacija, a samo manji broj eksploziva (bakreni acetilid, azidi) raspadaju se izravno na sastavne dijelove. Neke vrste eksploziva, kao acetilidi, ne razvijaju plinove, nego tlak prilikom eksplozije nastaje od finih, čvrstih čestica ugljika.
Eksplozivnost kemijskih spojeva uzrokuju nestabilne atomske skupine u njihovim molekulama, kao što su O-O u peroksidima i ozonidima, O-Cl u kloratima i perkloratima, NO2 u dušikovim spojevima i nitratima, N≡N u azidima i diazo-spojevima, N≡C u fulminatima, C≡C u acetilenima i acetilidima. Za eksplozije koje nastaju trenutačnom oksidacijom, potreban kisik nalazi se u molekulama samog eksploziva. Tako sumpor i ugljen u crnom barutu izgaraju zahvaljujući kisiku iz salitre (KNO3), i to mnogo brže nego u zraku, a prilikom eksplozije glicerol-trinitrata (nitroglicerina) potreban kisik daju atomske skupine – ONO2.
Eksplozivi se upotrebljavaju u različite svrhe, npr. građevinarstvu, rudarstvu, a najvažniju i najširu primjenu ima u ratnoj tehnici. Prema načinu djelovanja i namjeni, pojedine vrste eksploziva svrstavaju se u tri glavne skupine: barut, inicijalni i brizantni eksplozivi. Izdvojenu skupinu čine pirotehničke smjese. Postoje posebne kategorije eksploziva koje sagorjevaju u komorama, goreći eksplozivi, koji se koriste za pogon raketa. Tu je eksplozivna smjesa bez inicijalnog upaljača, ali ima drugi upaljač, pomoću struje-plavom iskrom zapaljena smjesa na par mijesta u komori (motoru-krutom).

Eksplozivna sredstva su tvari i naprave koje se pod nekim vanjskim utjecajem, tj. udarom, trenjem, toplinom ili nekim drugim impulsom raspadaju i pri tome u većoj ili manjoj mjeri razaraju i ruše okolne materijale kao što su građevinski objekti, komunikacije, transportna sredstva i slično, a ljude, životinje i druga živa bića ubijaju ili ranjavaju. Eksplozivna sredstva obično se sastoje od eksplozivnih tvari i metalnih obloga ili košuljica od čelika, nekog drugog metala ili plastične mase. Obloga štiti eksplozivnu tvar za vrijeme čuvanja i transporta. Pri djelovanju eksplozivnih sredstava obloga se kida u komade koji pospješuju djelovanje eksplozivne tvari.
Eksplozivne tvari se pod vanjskim utjecajem raspadaju, dajući pri tome plinove na visokoj temperaturi i pritisku koji potiskuju ili razaraju okolne materijale. Ovako se mogu ponašati i neki plinovi (metan, butan, acetilen i dr.), pare (benzin, eter, alkohol i dr.) i prašina (ugljen, brašno, šećer i dr.) pomiješani sa zrakom u određenim omjerima, pa se i oni smatraju eksplozivnim tvarima. Međutim, eksplozivne tvari, koje u sebi sadrže i kisik potreban za sagorijevanje i raspadanje, nazivaju se samo eksplozivi. Posebnu grupu eksplozivnih tvari predstavljaju nuklearni i termonuklearni eksplozivi.

Eksplozivi se dijele prema raznim osobinama. Po agregatnom stanju eksplozivi mogu biti čvrsti, tekući i plinoviti. U praksi se gotovo isključivo koriste čvrsti ekplozivi. Po načinu djelovanja, a time i upotrebe, eksplozivi mogu biti:
- brizantni (razarajući-kidajući)
- inicijalni (podsticajni)
- impulzivni (pogonski-potisni)

Brizantni (razarajući-kidajući) eksplozivi nazivaju se još i pravi eksplozivi. Koriste se za topnička zrna, mine, bojne glave raketa, torpeda, avionske bombe, za miniranje, rušenje i sl. Do detonacije se dovode eksplozivnim impulsom pomoću detonatorske kapsule. Djeluju detonacionim valom koji kida i lomi prepreke na koje naiđe. Brizantni eksplozivi se koriste čisti (trotil), flegmatizirani (pentrit i heksogen) ili u obliku smjese, kao što su plastični eksplozivi.
Plastični eksplozivi su trenutno najnovija vrsta ekploziva koja se je pokazala najboljim i najučinkovitijim eksplozivnim tvarima. U širem smislu to su svi eksplozivi plastične građe, kojima se oblik može lako mijenjati rukama.
Kloratni eksplozivi se sastoje od natrijevog ili kalijevog klorata (Bertoletijeva sol) ili amonijevog ili natrijevog perklorata, a flegmatizirani su i u izvjesnoj mjeri plastificirani uljima i sličnim tvarima.

„Šedit“ ima 90% kalijevog klorata, 7% parafina i 3% vazelina. Ne upotrebljavaju se više jer je kalijev klorat osjetljiv na trenje i higroskopan je, ali se pak on u znatno velikim količinama koristi u pirotehnici.
Eksplozivne tvari, u zavisnosti od vrste, načina iniciranja i drugih okolnosti, mogu sagorijevati na tri načina:
- Obično. Svaki eksploziv (osim inicijalnih), ako se zapali plamenom, a nalazi se na otvorenom prostoru, sagorijeva plamenom, slično ostalim gorivim tvarima. Nastali plinovi šire se neometano, a u zoni sagorijevanja pritisak je oko 8 atm. Obično sagorijevanje može prijeći u detonaciju ako se plamenom zapale veće količine brizantnih eksploziva. Granična količina za pentrit i heksogen je 1kg, a trotil 20.000kg.

- Eksplozivno. Kad se eksploziv zapali plamenom, a sagorijevanje se odvija u zatvorenom prostoru, nastali plinovi povećavaju pritisak. Zbog povećanja pritiska sagorijevanje se ubrzava. Prilikom eksplozivnog sagorijevanja formiraju se dva fronta, udarnog vala i plamena, koji se kreću u smjeru sagorijevanja eksploziva. Nastali plinovi kreću se u suprotnom smjeru od smjera sagorijevanja. Rad nastalih plinova je posljedica njihovog širenja, pa je karakter eksplozivnog sagorijevanja potiskujući. Eksplozija nastaje prilikom sagorijevanja barutnog punjenja u cijevi vatrenog oružja.

- Detonacijsko. Nastaje kad se inicijalni eksplozivi dovedu do udara, trenjem ili plamenom. Brizantni eksplozivi detoniraju kad se njihovo raspadanje izazove eksplozivnim impulsom. Prilikom detonacije brzina sagorijevanja je jednaka od početka do kraja, a zavisi od vrste eksploziva, njegove gustoće i nekih drugih manje važnih utjecaja. Front plamena i front udarnog vala spojeni su u front detonacionog vala. U detonacionom valu je pritiska od oko 200.000 atm, a temperatura oko 6.000°C. Njegova debljina je mala, oko 1/10 do 1/100 dijela milimetra. Nastali plinovi kreću se u istom pravcu kao i detonacioni val. Kao posljedica djelovanja detonacionog vala nastaje kidanje i razbijanje okolnog materijala.

## Povijest
U Kini su se već u 8. i 9. stoljeću upotrebljavale smjese slične crnomu barutu. Prvi povijesni zapis o upotrebi baruta u Kini potječe iz 1232. godine, a u Europi tek u 14. stoljeću. Sve do 19. stoljeća barut je bio jedini uopće poznati eksploziv. Razvojem kemije započinje novo doba u proizvodnji eksploziva; pojavljuju se mnogobrojne vrste eksploziva koje svojim svojstvima nadmašuju crni barut. 
Oko 1830. godine pripravljena je praskava živa, 1847. godine C. F. Schonbein pripravio je celulozni nitrat, od kojega je 1869. godine počeo proizvoditi bezdimni barut. A. Sobrero pripravio je 1846. godine glicerol-trinitrat (nitroglicerin), a 1863. godine upotrijebio ga je Alfred Nobel za pripravu dinamita. Od glicerol-trinitrata i celuloznoga nitrata (kolodijskoga pamuka) Nobel je proizveo praskavu želatinu, još jači eksploziv od dinamita.
Slijedila su otkrića eksploziva na bazi amonijevoga nitrata, pikrinska kiselina, smjesa klorata i perklorata s raznim tvarima (šedit, 1897.), trinitrotoluen (1902.), olovni azid (1910.). U Drugom svjetskom ratu upotrebljavao se i heksanitrodifenilamin, zatim tetril ili pironit, snažniji i osjetljiviji od trinitrotoluena. Potkraj Drugoga svjetskoga rata upotrebljivan je prvi put i nuklearni eksploziv (nuklearno oružje).
Nakon 1955. godine razvijene su smjese amonijevoga nitrata i loživih ulja (tzv. ANFO-eksplozivi) i vodeni gelovi s amonijevim nitratom kao osnovom (uz trinitrotoluen, želatinizirajuće agense i boraks).
Brizantni i inicijalni eksplozivi pretvaraju se u plinovite produkte u prvom redu detonacijom.
Plastični eksploziv sadrži sitne zrnate kristale brizantnog eksploziva (oktogen, heksogen, pentrit) u smjesi s nekim polimernim materijalom, tako da je na običnoj temperaturi savitljiv i može se lako oblikovati. 

## Vanjske poveznice
- Eksplozivi Hrvatska tehnička enciklopedija, portal hrvatske tehničke baštine. LZMK